# Montellano (Salamanca)
Montellano es una pedanía del municipio de Mozárbez, en la comarca del Campo de Salamanca, provincia de Salamanca, España.

## Demografía
En 2017 Montellano contaba con una población de 5 habitantes, de los cuales 3 eran hombres y 2 mujeres. (INE 2017).
| Gráfica de evolución demográfica de Montellano (Mozárbez) entre 2000 y 2017              |
|                                                                                          |
| Fuente: Instituto Nacional de Estadística de España - Elaboración gráfica por Wikipedia. |